# James Sladky
James Sladky († 9. November 2017) war ein US-amerikanischer Eiskunstläufer, der im Eistanz startete.

## Leben
Seine Eistanzpartnerin war Judy Schwomeyer. Mit ihr nahm er im Zeitraum von 1967 bis 1972 an Weltmeisterschaften teil. 1969, 1971 und 1972 gewannen Schwomeyer und Sladky die Bronzemedaille und 1970 in Ljubljana wurden sie Vize-Weltmeister hinter Ljudmila Pachomowa und Alexander Gorschkow aus der Sowjetunion.
Zusammen mit ihrem Trainer Ronald Ludington kreierten Schwomeyer und Sladky den Pflichttanz Yankee Polka.
Nach dem Ende ihrer Wettkampfkarriere wechselten Schwomeyer und Sladky zu den Profis. Das Eistanzpaar heiratete, ließ sich nach 19 Jahren aber wieder scheiden.

## Ergebnisse

### Eistanz
(mit Judy Schwomeyer)
| Wettbewerb / Jahr                | 1967 | 1968 | 1969 | 1970 | 1971 | 1972 |
| -------------------------------- | ---- | ---- | ---- | ---- | ---- | ---- |
| Weltmeisterschaften              | 8.   | 4.   | 3.   | 2.   | 3.   | 3.   |
| US-amerikanische Meisterschaften | 3.   | 1.   | 1.   | 1.   | 1.   | 1.   |